# Гохштадл
Гохштадл (нім. Hochstadl) — гора в Ібстальських Альпах, частини Північних Вапнякових Альп. Знаходиться в Австрії, в федеральній землі Штирія. Належить до масиву Крьоутерін. Це найвища гора Ібстальських Альп.
На гору можна піднятися з бази Целлергюте (1639 м).